# Deep Silver
Deep Silver ist ein Markenlabel des österreichisch-deutschen Medienkonzerns Plaion (ehemals Koch Media) mit Hauptsitz in Höfen in Tirol. Seit 2002 betreibt das Unternehmen seine weltweiten Aktivitäten als Publisher für Computerspiele unter diesem Namen. Deep Silver entwickelt und vermarktet sowohl eigene als auch fremde Softwareproduktionen für gängige Spieleplattformen wie den PC, Spielkonsolen und mobile Endgeräte. Das Unternehmen unterhält dafür mehrere eigene Entwicklerstudios, u. a. Dambuster Studios und Free Radical Design. 2018 wurden Deep Silver und Koch Media vom schwedischen Konzern THQ Nordic (heute Embracer Group) übernommen.

## Geschichte
Die Geschichte von Deep Silver reicht zurück in das Jahr 2002, als die Koch Media GmbH erste eigene Publishingaktivitäten unternahm.
2007 wurde mit der Deep Silver GmbH in Wien, die unter dem Namen Deep Silver Vienna auftrat, ein Subunternehmen ins Leben gerufen. Das Team des ehemaligen Rockstar-Vienna-Studios konzentrierte sich primär auf die Entwicklung und Produktion von Vollpreis-Titeln, vor allem für Konsolen-Plattformen. Im Februar 2010 – kurz nach der Veröffentlichung des Erstlingswerks Cursed Mountain – gab die Koch Media GmbH bekannt, das Studio aufgrund der wirtschaftlichen Lage zu schließen. Sämtliche Publishing- und Entwicklungstätigkeiten wurden im Stammsitz in Planegg bei München konzentriert und unter zentraler Direktion weitergeführt. Nach der Trennung des deutschen Entwicklers Piranha Bytes von seinem bisherigen Publisher Jowood kündigte das Bochumer Studio 2007 in Zusammenarbeit mit Deep Silver die Entwicklung des Rollenspiels Risen an. Im Rahmen der Gamescom 2009 gab Deep Silver bekannt, dass sich der Publisher die Markenrechte an Sacred vom insolventen Entwickler Ascaron gesichert hat und die vor allem in Deutschland erfolgreiche und populäre Serie in Eigenregie fortsetzen wolle.
Anfang 2013 übernahm Deep Silver bzw. die Mutterfirma Koch Media das amerikanische Entwicklerstudio Volition, nachdem dessen Besitzer THQ in die Insolvenz gegangen war. Im Dezember 2013 wurde das finanziell angeschlagene Unternehmen Fishlabs, ein Hamburger Entwickler für mobile Spiele, übernommen, um Fuß im Markt für Smartphones und Tablet-PCs zu fassen. Im Juli 2014 erwarb Deep Silver schließlich auch das Studio Nottingham, die Markenrechte des Egoshooters Homefront und sämtliche Assets des in Entwicklung befindlichen Nachfolgers Homefront: The Revolution vom finanziell schwer angeschlagenen Spieleentwickler Crytek. Das Studio wurde in Deep Silver Dambuster Studios umbenannt.
Im Februar 2018 wurde Koch Media – und damit auch Deep Silver – von der schwedischen THQ Nordic AB übernommen. Nach der Übernahme erwarb der neue Eigner die Rechte an den Spieletiteln Second Sight und Timesplitters und wurden zur Betreuung an Koch Media/Deep Silver übertragen. Die Spiele waren ursprünglich von Free Radical Design, einem Vorläufer der Dambuster Studios, entwickelt worden. 2019 wurden die Entwicklerteams Warhorse Studios und Milestone übernommen.
Im Mai 2021 haben Deep Silver und Koch Media, seit 2018 Teil von Embracer Group, angekündigt, dass Free Radical Design neugegründet wurde. Noch 2021 soll die Arbeit an einem neuen Teil der TimeSplitters-Serie beginnen.
Im Mai 2023 wurde bekannt, dass Plaion die Marke aufgeben möchte.

## Veröffentlichungen

### Eigenproduktionen
- Cursed Mountain 2009 (Wii), 2010 (Windows)
- Dead Island 2011 (Windows, Xbox 360, PlayStation 3)
- Dead Island: Epidemic 2014 (Windows)
- Dead Island: Riptide 2013 (Windows, Xbox 360, PlayStation 3)
- Geheimakte Tunguska 2006 (Windows, Wii, NDS)
- Geheimakte 2: Puritas Cordis 2008 (Windows, Wii, NDS)
- Geheimakte 3 2012 (Windows)
- Geheimakte Sam Peters 2013 (Windows)
- Risen 2009 (Windows, Xbox 360)
- Risen 2: Dark Waters 2012 (Windows, Xbox 360)
- Risen 3: Titan Lords 2014 (Windows, Xbox 360, PlayStation 3)
- Metro: Last Light 2013 (Windows, Linux, Xbox 360, PlayStation 3)
- Sacred Citadel 2013 (Windows, Xbox 360, PlayStation 3)
- Sacred 3 2014 (Windows, Xbox 360, PlayStation 3)
- Saints Row IV 2013 (Windows, Xbox 360, PlayStation 3)
- Agents of Mayhem 2017 (Windows, Xbox One, PlayStation 4)
- Saints Row 2022 (Windows, PlayStation 4, PlayStation 5, Xbox One, Xbox Series X/S)
- Dead Island 2 2023 (Windows, PlayStation 5, Xbox Series X/S)

### Fremdproduktionen
- Anno 1701 (Windows)
  - Anno 1701 – Der Fluch des Drachen (Add-on) (Windows)
- Baphomets Fluch: Der Sündenfall 2013 (PlayStation 4)
- Bernd das Brot und die Unmöglichen 2014 (Windows)
- Carcassonne (Umsetzung des Brettspiels) 2011 (Windows)
- Catherine (Xbox 360, PlayStation 3) (PAL-Länder)
- City Life 2008 (Windows)
- Die Gilde 2 Gold (Windows)
- Emergency 2012 (Windows, NDS)
- Emergency 2013 (Windows, NDS)
- Emergency 2014 (Windows, NDS)
- Gothic 3 (Windows)
- Iron Front: Liberation 1944 2012 (Windows)
- Killer Is Dead 2013 (PlayStation 3, Xbox 360)
- Kingdom Come: Deliverance 2018 (Windows, PlayStation 4, Xbox One)
- Knights of Honor
- Langenscheidt Basic-Wörterbuch Englisch (NDS)
- Lost Horizon 2010 (Windows)
- Lost Horizon 2 2015 (Windows)
- nail'd (Windows, PlayStation 3, Xbox 360)
- Pariah (Windows, Xbox)
- Perry Rhodan (Windows)
- Rush for Berlin (Windows)
- Sacred 2 2008 (Windows, Xbox 360, PlayStation 3)
- Scrapland 2005 (Windows, Xbox)
- Spellforce 2 Gold (Windows)
- S.T.A.L.K.E.R.: Clear Sky (Windows)
- The Fall: Last Days of Gaia (Windows)
- The Whispered World (Windows, NDS)
- TrackMania Nations ESWC (Windows)
- TrackMania Nations Forever (Windows)
- TrackMania Sunrise (Windows)
  - TrackMania Sunrise Extreme (Add-on) (Windows)
- TrackMania United (Windows)
  - TrackMania United Forever (Windows)
- Warhammer: Mark of Chaos (Windows)
- Wildlife Park 2 Platinum (Windows)
- X: Beyond the Frontier 1999 (Windows)
- X-Tension 2000 (Windows)
- X²: Die Bedrohung 2003 (Linux, macOS, Windows)
- X³: Reunion 2005 (Linux, macOS, Windows)
- X³: Terran Conflict 2009 (Linux, macOS, Windows)
- X³: Albion Prelude 2011 (Linux, macOS, Windows)
- X Rebirth 2013 (Linux, Windows)
- The X-Factor (Wii, PlayStation 3, Xbox 360)